# Weslley Patati
Weslley Pinto Batista, mais conhecido como Weslley Patati ou apenas Patati (Presidente Dutra, 1 de outubro de 2003), é um futebolista brasileiro que joga como ponta. Atualmente, atua no clube israelense da Premier League Maccabi Tel Aviv.

## Vida pregressa
Conhecido apenas como Weslley na época, nasceu no Maranhão, onde começou a jogar em times amadores locais. Por não ter dinheiro para comprar uma chuteira, pegava emprestadas de outras pessoas para brincar; como eram muito maiores que seu pé, ele era frequentemente chamado de Patati, palhaço da dupla Patati Patatá.

## Carreira

### Início
Patati jogou pelo Clube Atlético Maranhense antes de receber um convite para jogar por um clube de Jataí, Goiás. Ao chegar à cidade, foi abandonado e passou seis meses jogando numa escola de futebol, lutando contra a fome antes de retornar à sua cidade natal.

### Santos

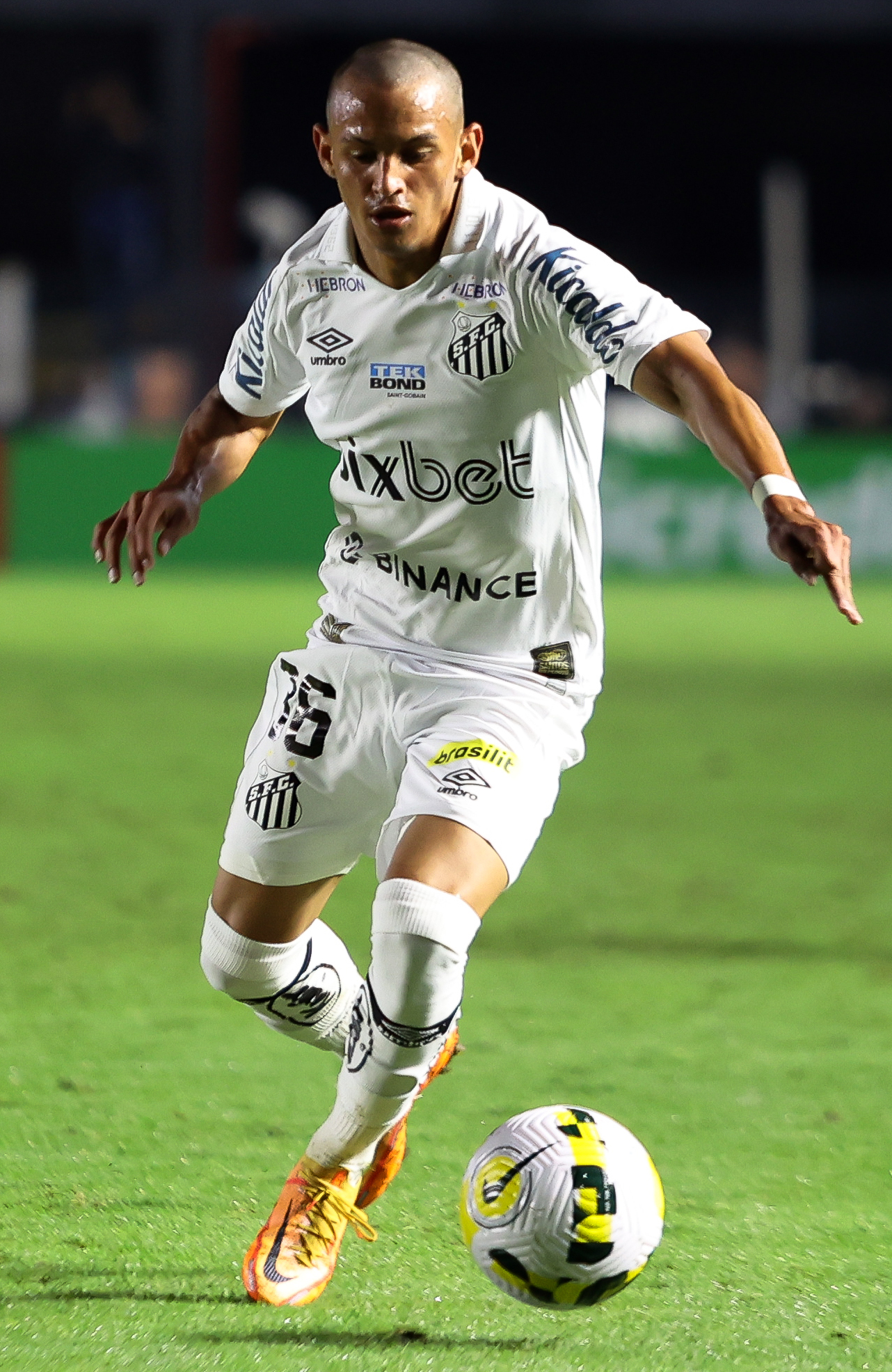
Patati jogando pelo Santos em 2022

Em dezembro de 2019, após um período de testes, Patati assinou contrato de base com o Santos, sendo inicialmente cedido ao time sub-17.
Em 11 de janeiro de 2020, assinou seu primeiro contrato profissional, com um acordo de três anos.
Em 2021, suas atuações renderam convocações para a seleção brasileira sub-18, onde disputou a Revelations Cup no México.
Em 13 de janeiro de 2022, já titular da seleção sub-20, Patati renovou seu contrato até o final de 2024.
Fez sua estreia no time principal em 13 de julho, entrando no segundo tempo no lugar do jovem Ângelo, na vitória por 1 a 0 em casa sobre o Corinthians, pela Copa do Brasil daquele ano. Patati fez sua estreia na Série A em 20 de julho de 2022, substituindo Léo Baptistão na vitória em casa por 2 a 0 sobre o Botafogo. Em 2 de outubro de 2023, ele renovou seu contrato até setembro de 2026.
Patati marcou seu primeiro gol profissional em 19 de maio de 2024, marcando o primeiro gol em uma vitória por 4 a 0 em casa sobre o Brusque pela Série B.
Pelo Alvinegro Praiano, Weslley fez 33 jogos e anotou dois gols.

### Maccabi Tel Aviv
Em 4 de setembro de 2024, o Santos confirmou a transferência de Patati para o Maccabi Tel Aviv, da Premier League israelense, por 1,3 milhões de euros por 60% dos direitos econômicos, com o jogador assinando um contrato de três anos.
Patati marcou seu gol de estreia pelo clube em 10 de novembro de 2024, em uma vitória por 4 a 0 sobre o Bnei Sakhnin. Em dezembro, sagrou-se campeão da Copa Toto, a terceira competição mais importante do futebol de Israel, marcando um gol na vitória por 3 a 1 contra o Maccabi Haifa.
Em sua primeira temporada no futebol internacional, se destacou com 23 participações em gols em 40 partidas — foram 14 gols marcados e 9 assistências e o título do Campeonato Israelense.

## Títulos
Maccabi Tel Aviv
- Campeonato Israelense: 2024/25
- Copa Toto: 2024/25